# Parry
Parry je priimek več oseb:
- Hubert Parry, angleški skladatelj
- Michael Denman Gambier-Parry, britanski general
- Richard Gambier-Parry, britanski general
- William Parry, britanski pomorščak